# منتخب سلوفاكيا للكرة اللينة للسيدات
منتخب سلوفاكيا للكرة اللينة للسيدات (بالسلوفاكية: Slovenské národné softbalové družstvo žien)‏ هو ممثل سلوفاكيا الرسمي في المنافسات الدولية في كرة لينة للسيدات
.